# Naparstnica zwyczajna
Naparstnica zwyczajna (Digitalis grandiflora Mill.) – gatunek rośliny należący do rodziny babkowatych (według systemów XX-wiecznych do trędownikowatych). Występuje na terenie niemal całej Europy oraz w Azji Mniejszej. W Polsce spotkać ją można zarówno na niżu, jak i w górach. Na niżu występuje dość rzadko, w Tatrach natomiast należy do roślin pospolitych. Status gatunku we florze Polski: gatunek rodzimy.

## Morfologia
ŁodygaPojedyncza, gruba łodyga wyrasta do 100 cm wysokości. W górnej swojej części jest okryta gęstymi, drobnymi włoskami. Roślina posiada kłącze.
LiścieW pierwszym roku wegetacji wytwarza przy ziemi różyczkę liści. W drugim roku wyrasta łodyga z liśćmi i kwiatami. Jest ona ulistniona skrętolegle. Liście są duże, drobno ząbkowane, z wyraźnymi nerwami. Liście łodygowe są siedzące, dolne liście mają niby ogonek, wytworzony z blaszki liściowej. Na dolnej stronie wokół nerwów liście są delikatnie omszone.
KwiatyW górnej części łodygi wyrastają kwiaty tworząc jednostronne zazwyczaj grono. Zwisające w dół, duże kwiaty, rosną na gruczołowato omszonych, krótkich szypułkach. Mają żółty kolor z brunatnymi plamami, wewnątrz są ciemniejsze. Korona kwiatu o kształcie dzwonu jest wewnątrz owłosiona, z zewnątrz pokryta gruczołami. Pięciodziałkowy kielich jest tylko przy nasadzie nieco zrośnięty. W kwiatku jest jeden słupek z długą i cienką szyjką, oraz cztery pręciki, przy czym dwa są wyższe, a dwa niższe.
OwocePokryta gruczołami torebka o jajowatym kształcie, pękająca wzdłużnie. Znajduje się w niej bardzo dużo drobnych, czarnych nasion.

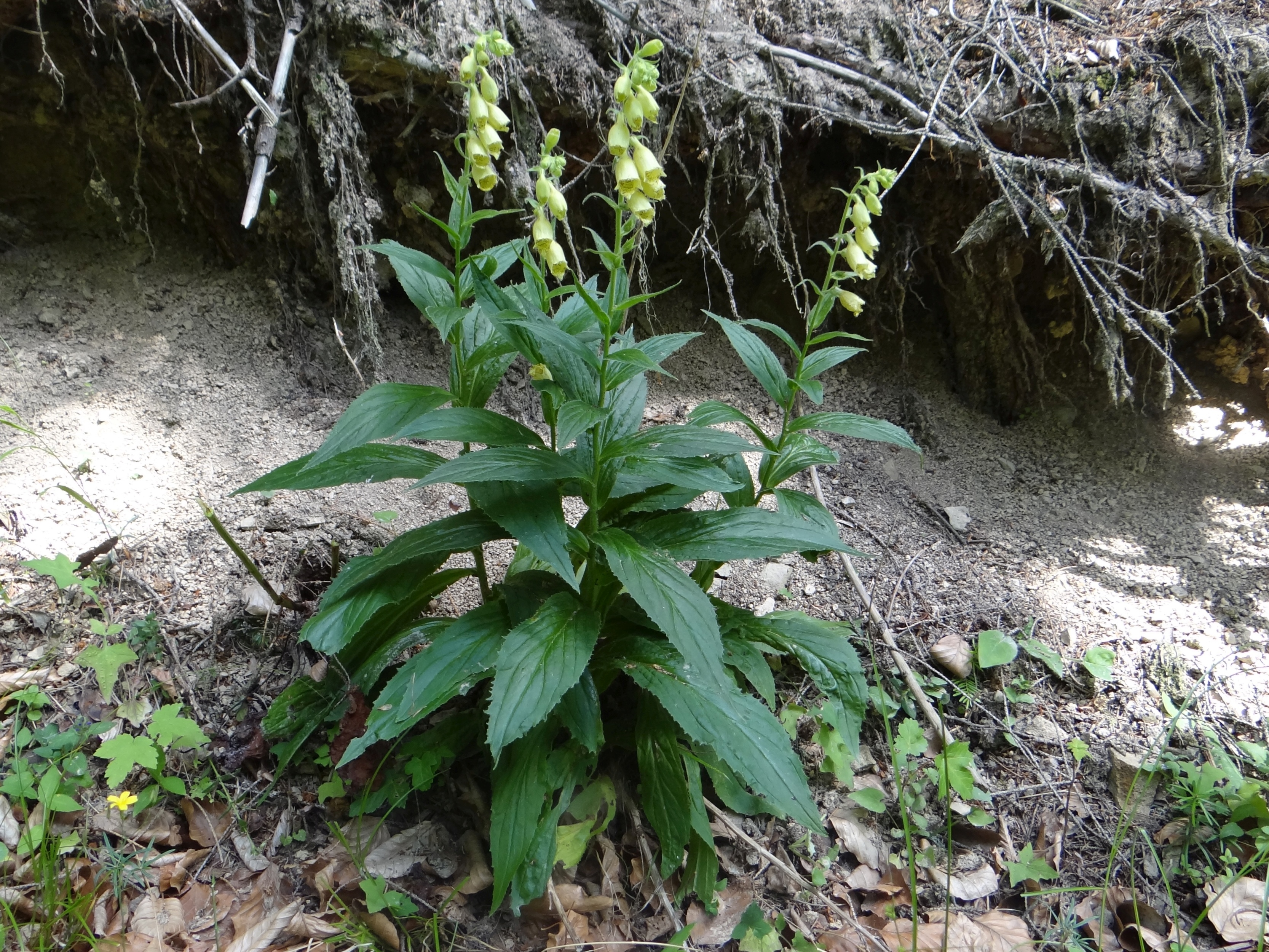
Pokrój
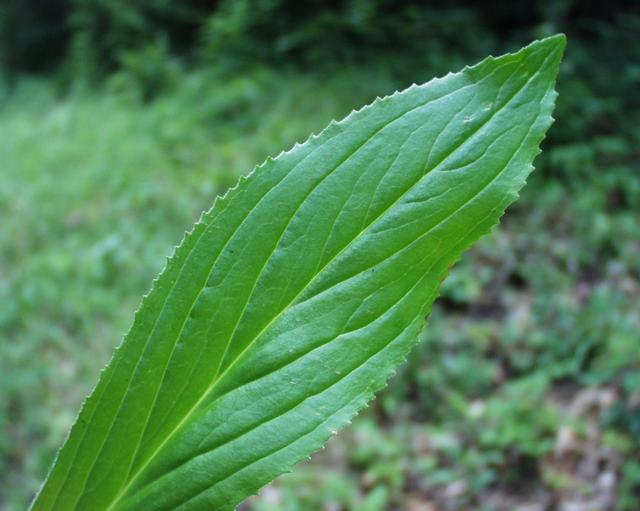
Liść
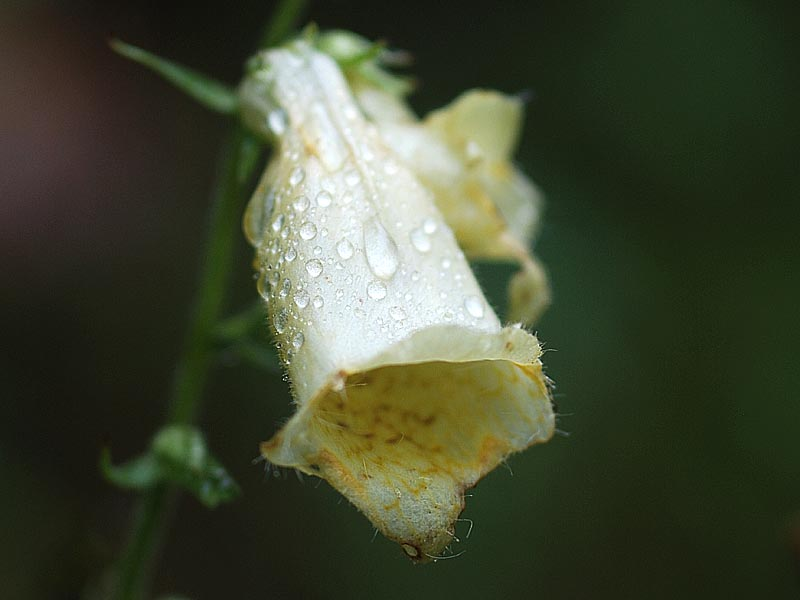
Kwiat

## Biologia i ekologia
Rozwój
Jest byliną i hemikryptofitem. Kwitnie od czerwca do lipca, zapylana jest przez trzmiele. 
Cechy fitochemiczne
Naparstnica jest rośliną trującą dla ludzi i niemal wszystkich zwierząt. Liście zawierają liczne toksyczne glikozydy: digitoksynę i inne. Ich działanie kumuluje się w organizmie. Groźne zatrucia u ludzi może spowodować spożycie 1-2 g wysuszonych liści. Objawiają się one bólami i zawrotami głowy, zaburzeniami widzenia, biegunką, wymiotami, skurczami naczyń wieńcowych, dusznością, sinicą.
Genetyka
Liczba chromosomów 2n= 56, 112.
Siedlisko
Rośnie głównie w świetlistych lasach, w wolnych przestrzeniach kosodrzewiny, na porębach leśnych, na obrzeżach lasów, w ziołoroślach górskich. W Tatrach występuje po piętro kosodrzewiny. Rośnie na podłożu wapiennym lub granitowym, na obu jednak wymaga żyznej gleby.

## Zmienność
Naparstnica zwyczajna tworzy mieszańce z naparstnicą purpurową (Digitalis purpurea) i n. żółtą (Digitalis lutea).
W uprawie istnieje wiele kultywarów ozdobnych, np. 'Dwarf Temple Bells' – roślina niższa od typowej formy, ale mająca większe kwiaty.

## Zagrożenia i ochrona
Gatunek po raz pierwszy objęty ochroną w Polsce w 1983 roku. Do 2001 roku podlegał ochronie ścisłej, następnie do 2004 ochronie częściowej i ponownie ścisłej w latach 2004–2014. Od 2014 roku został objęty ochroną częściową. Obecnie gatunek nie jest zagrożony. Znaczna liczba stanowisk jest chroniona w rezerwatach przyrody i parkach narodowych, np. w Wigierskim, Kampinoskim czy Tatrzańskim Parku Narodowym.

## Zastosowanie
Roślina lecznicza
Dawniej stosowana była jako roślinę leczniczą. Obecnie nie stosuje się jej do tych celów, ze względu na jej silne własności toksyczne. Zastąpiono ją uprawianą dla potrzeb farmakologicznych naparstnicą wełnistą, która ma podobne oddziaływanie na organizm, a znacznie mniejsze efekty uboczne. Surowcem zielarskim były liście. Zbierano je ręcznie, przy słonecznej pogodzie i suszono w cieniu. W Polsce nie dokonuje się zbioru ze stanowisk naturalnych (roślina chroniona prawnie). Ze względu na zawartość glikozydów ma działanie nasercowe. W leczeniu nerwic i chorób serca stosowano digitalinę.
Roślina ozdobna
Wykorzystywana jako roślina ozdobna nadająca się na rabaty.

## Uprawa
Roślina łatwa w uprawie. Najlepiej rośnie na stanowisku półcienistym i żyznej, przepuszczalnej glebie. Rozmnaża się przez wysiew nasion jesienią, można też przez podział rozrośniętych kęp. Po przekwitnięciu obcina się kwiatostany u samej podstawy, pobudza to rozwój nowych pędów.